# Cato Bontjes van Beek

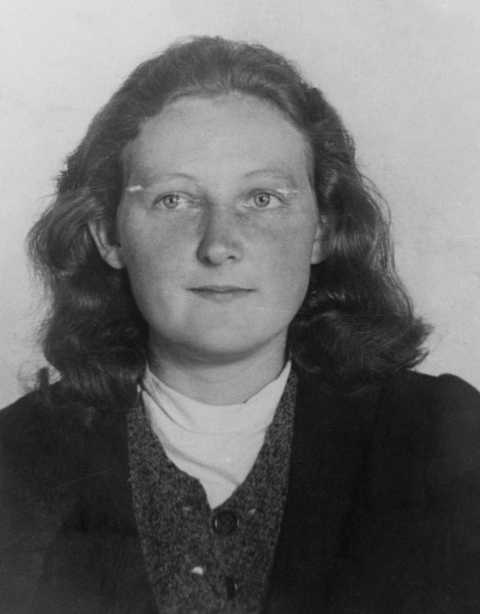
Cato Bontjes van Beek (nach ihrer Verhaftung am 20. September 1942)

Cato Bontjes van Beek (* 14. November 1920 in Bremen; † 5. August 1943 in Berlin-Plötzensee) war eine deutsche Widerstandskämpferin gegen den Nationalsozialismus.

## Leben
Bontjes van Beek verbrachte ihre Kindheit und Jugendzeit in der Künstlerkolonie Worpswede/Fischerhude bei Bremen. Zwischendurch lebte sie zwei Jahre bei ihrer Tante in Amsterdam. Ihre Eltern, der Keramiker Jan Bontjes van Beek und die Tänzerin und Malerin Olga Bontjes van Beek geb. Breling boten ihren Kindern Cato, Tim und Mietje Bontjes van Beek keinen materiellen Wohlstand, wohl aber eine Fülle von künstlerischen und geistigen Anregungen, die entscheidend auf sie wirkten. Solche Anregungen gab es auch von ihrer Tante Amelie Breling, ihrem Onkel Otto Modersohn und ihren Vettern Ulrich und Christian Modersohn.
Als Künstlerfamilien nahmen die Brelings und Bontjes van Beeks eine Sonderrolle im Dorf ein; sie galten auch politisch als eher links orientiert. Es herrschte kein Zwang in politischen oder religiösen Fragen; die Kinder wurden daher zunächst auch nicht getauft. Cato entwickelte dennoch ein reges Interesse an religiösen Fragen. Sie sorgte dafür, dass sie und die beiden jüngeren Geschwister getauft wurden. Im Konfirmandenunterricht hatte der Fischerhuder Pastor – der zunächst von Hitler begeistert und NSDAP-Mitglied war, später aber als Mitglied der Bekennenden Kirche aus der Partei ausgeschlossen und von der Gestapo beobachtet wurde – starken Einfluss auf sie.
Von 1929 bis 1931 besuchte Cato Bontjes van Beek die Deutsche Schule in Amsterdam in den Niederlanden. Sie lernte Niederländisch und später auch Englisch bei einem achtmonatigen Aufenthalt in Winchcombe in Gloucestershire in Großbritannien. Außerdem wurde sie eine leidenschaftliche Segelfliegerin. Bontjes van Beek machte vorübergehend eine kaufmännische Ausbildung und arbeitete später als Keramikerin in der Werkstatt ihres Vaters in Berlin.
Sie war nicht Mitglied im Bund Deutscher Mädel (BDM), trat aber dem Nationalsozialistischen Fliegerkorps bei, um fliegen zu können. Sie und ihre Schwester Mietje lebten ab 1940 beim Vater in Berlin. In seinem Haus trafen sie Freunde, die Gegner des NS-Regimes waren. Dadurch beeinflusst entwickelten sie früh ein Bewusstsein für das von den Nationalsozialisten verursachte Leid und Unrecht.
Cato Bontjes van Beeks Widerstandstätigkeit begann in Bremen, noch bevor sie im Herbst 1941 in der Wohnung ihres Vaters Libertas Schulze-Boysen kennenlernte, die zu einer der Berliner Gruppen der Roten Kapelle gehörte. Sie unternahm weitere Aktionen zusammen mit dem Lyriker Heinz Strelow, mit dem sie auch befreundet war. Sie druckten und verteilten illegale Schriften und Flugblätter, die zum Kampf und zum Widerstand gegen die Machthaber aufriefen.

## Verurteilung und Hinrichtung
Im Rahmen einer Verhaftungsaktion gegen Mitglieder der Roten Kapelle wurden Cato Bontjes van Beek und ihr Vater am 20. September 1942 von der Gestapo in Berlin verhaftet. Gegen Cato Bontjes van Beek und acht weitere Angeklagte wurde ab dem 15. Januar 1943 vor dem Reichskriegsgericht Berlin verhandelt. Vorsitzender des Senats war Alexander Kraell und die Anklage führte Oberstkriegsgerichtsrat Manfred Roeder. Am 18. Januar 1943 wurde Cato Bontjes van Beek wegen „Beihilfe zur Vorbereitung des Hochverrats und zur Feindbegünstigung zum Tode und zum dauernden Verlust der bürgerlichen Ehrenrechte“ verurteilt.
Die zwischen Verurteilung und Hinrichtung geschriebenen Briefe von Cato Bontjes van Beeks zeigen, dass sie sich angesichts des Todes stark mit der Bibel – vor allem dem Neuen Testament – beschäftigte.

„Mir ist in dieser Zeit alles sehr klar und einfach geworden, und ich finde, es ist die ganzen Jahrhunderte hindurch viel geschrieben worden, und nur weniges hat Bestand, und dazu gehört doch in erster Linie die Bibel. Ich bin sehr froh, daß ich das Neue Testament habe. ... Es ist ein starker Glaube in mir, und hier habe ich erfahren, daß ich schon immer religiös war, und dies hat mich nun sehr gefestigt.“

Am 21. Juli 1943 lehnte Adolf Hitler persönlich ihr Gnadengesuch zusammen mit 16 weiteren Gnadengesuchen ab. Daraufhin wurde Cato Bontjes van Beek neben 15 weiteren Verurteilten am Abend des 5. August 1943 im Strafgefängnis Plötzensee durch das Fallbeil hingerichtet.
Am Nachmittag vor der Hinrichtung hatte sie Abschiedsbriefe an ihre Geschwister und an ihre Mutter geschrieben. Ihrer Mutter schrieb sie: „Mein Herz ist so übervoll, um Dir zu danken, und die Liebe zu Euch allen werde ich dalassen. […] Schade, daß ich nichts auf der Welt lasse als nur die Erinnerung an mich.“

## Nach der Hinrichtung

### Beisetzung
Cato Bontjes van Beeks Leichnam wurde unmittelbar nach der Hinrichtung zum Anatomischen Institut in Berlin gebracht und dort von Hermann Stieve, dem Direktor des Instituts, seziert. In Absprache mit den Behörden ließ Stieve regelmäßig die Leichen von Hinrichtungsopfern, bevorzugt von jungen Frauen, in sein Institut transportieren, um sie dort für seine wissenschaftliche Forschung zu verwerten. Laut Stieve vergingen zwischen dem Tod und der Anfertigung der Gewebeschnitte nie mehr als drei Stunden. Die Leichen wurden anschließend eingeäschert und anonym bestattet.
Im Jahr 2016 wurden ca. 300 Gewebepräparate aus Stieves Nachlass gefunden, die größtenteils von in Plötzensee hingerichteten jungen Frauen stammten. Im Rahmen einer Gedenkstunde wurden die Gewebeproben am 13. Mai 2019 auf dem Dorotheenstädtischen Friedhof in Berlin beigesetzt.

### Totengeläut in Fischerhude
Am 5. September 1943 ließ der Lilienthaler Superintendent Friedrich Frerichs für Cato Bontjes van Beek die Glocken der Fischerhuder Kirche läuten – das Totengeläut. Im Gottesdienst verkündete er ihren Tod und hielt Fürbitte für sie. Daraufhin wurde er noch an diesem Sonntag von zwei Gestapo-Beamten verhaftet. Er blieb vier Wochen in Haft.

### Juristische Rehabilitierung
Ihre Mutter beantragte am 23. Oktober 1948 Haftentschädigung und eine Rentennachzahlung als Hinterbliebene eines Opfers des NS-Unrechtregimes. Etwa ein halbes Jahr später wurde ihr eine Hinterbliebenenrente von 60 DM monatlich gewährt. In einem weiteren Antrag forderte sie die juristische Rehabilitierung und eine Kapitalentschädigung für Haft und Hinrichtung ihrer Tochter. Dieses Vorhaben wurde dadurch erschwert, dass der ehemalige Chefankläger Manfred Roeder die „Rote Kapelle“ und ihre überlebenden Mitglieder als sowjetische Spionageorganisation darstellte, die nichts mit dem deutschen Widerstand zu tun hätte. Cato Bontjes van Beeks Mutter musste jahrelang prozessieren, bis sie Anfang 1959 einen Betrag von 11.154 DM zugesprochen bekam.
Mit dem Gesetz zur Aufhebung nationalsozialistischer Unrechtsurteile in der Strafrechtspflege hob der Deutsche Bundestag 1998 pauschal alle Verurteilungen der NS-Unrechtsjustiz wegen Hochverrats auf.

## Ehrungen

### Gedenkorte

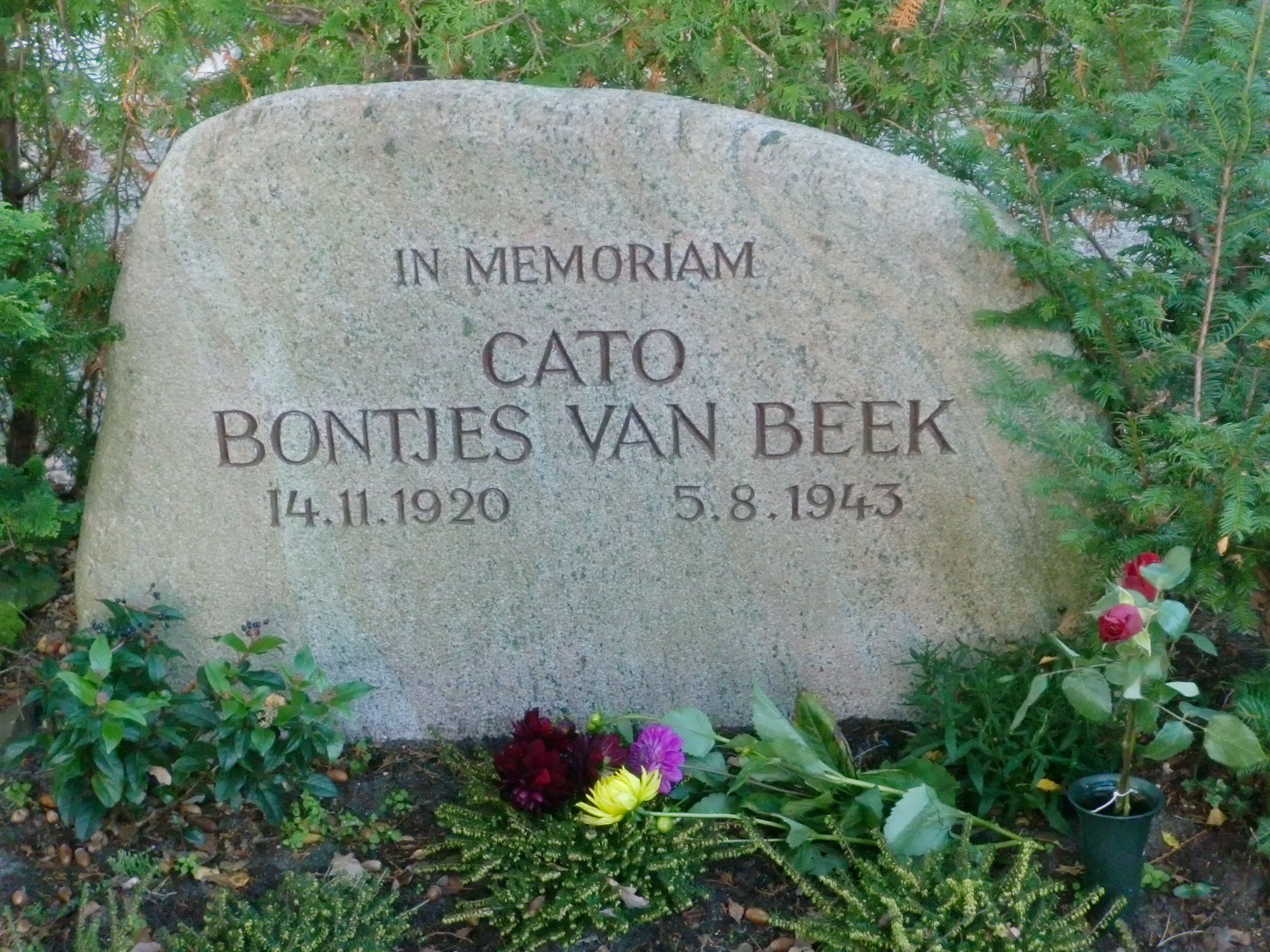
Gedenkstein auf der Familiengrabstelle

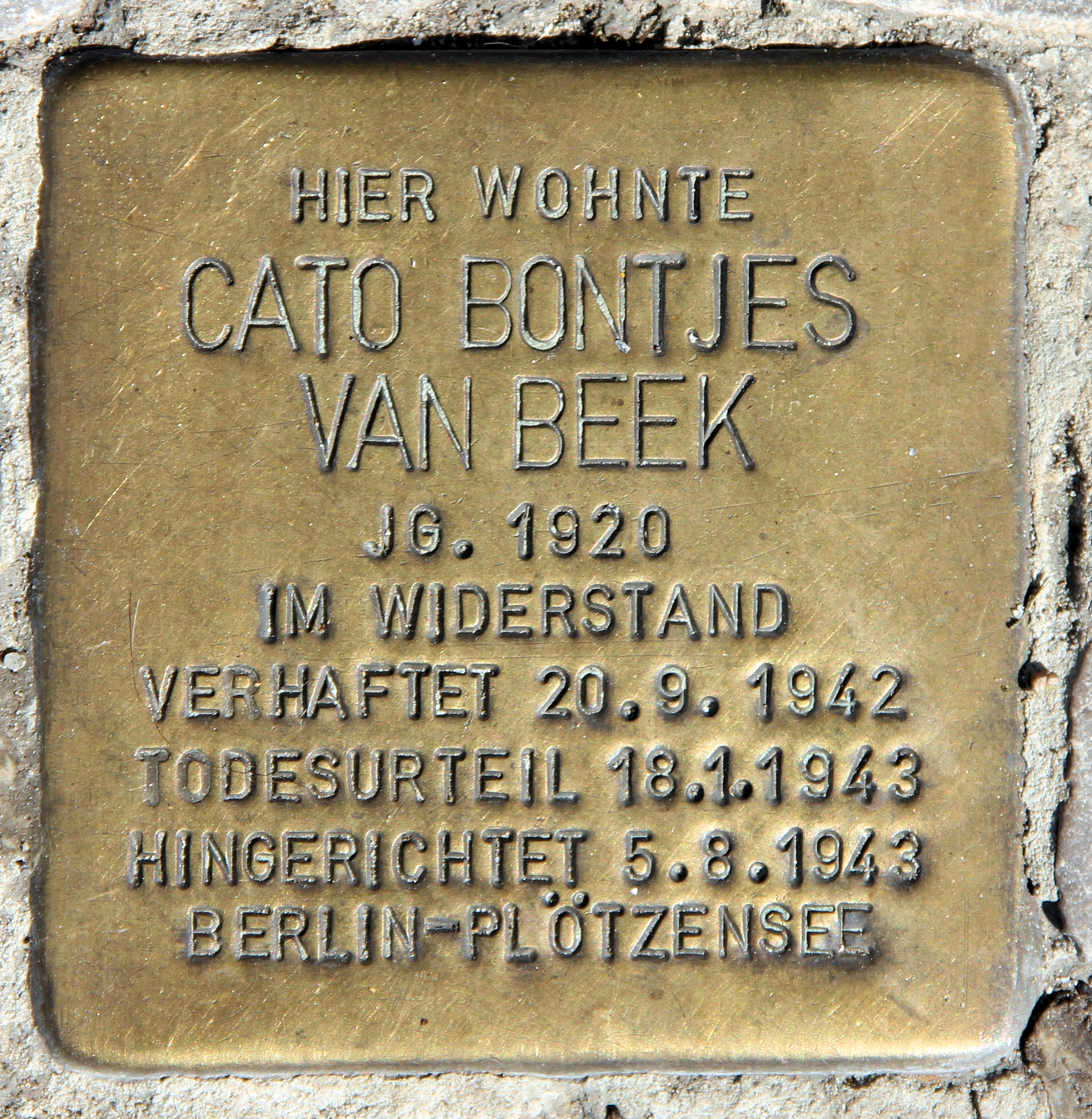
Stolperstein vor dem Haus, Kaiserdamm 22, in Berlin-Charlottenburg

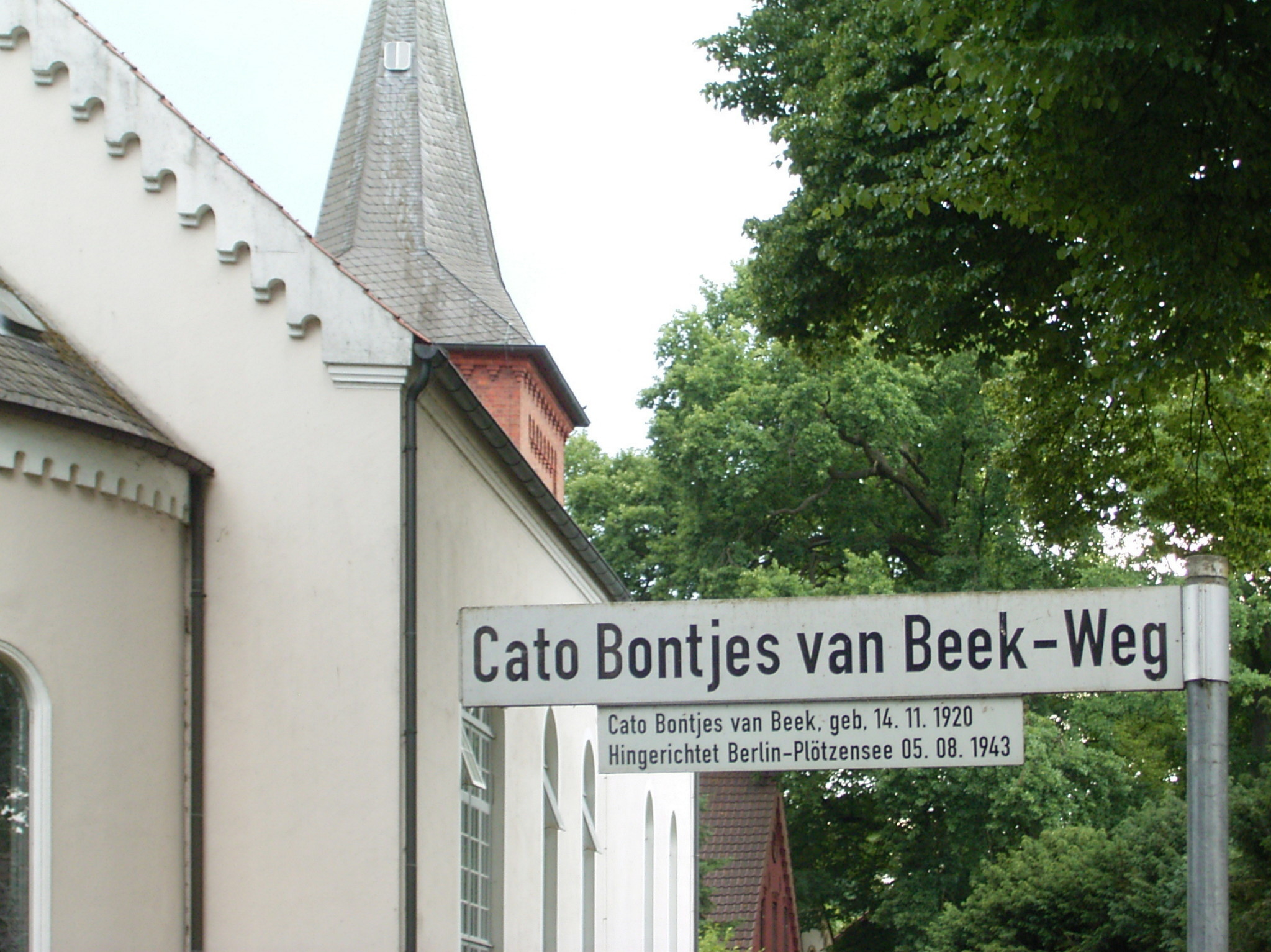
Liebfrauenkirche Fischerhude

- Ein Gedenkstein für Cato Bontjes van Beek befindet sich auf dem Familiengrab auf dem Friedhof Fischerhude.
- Vor ihrem letzten Wohnhaus am Kaiserdamm 22 in Berlin-Charlottenburg wurde ein Stolperstein verlegt.
- Im Foyer des Rathauses Schöneberg erinnert eine Tafel an sie.
- Das Cato Bontjes van Beek gewidmete Archiv im Cato Bontjes van Beek-Gymnasium in Achim wurde von der Bundeszentrale für politische Bildung in das Register „Orte des Erinnerns“ aufgenommen.[15]
- Am Flugplatz Schönhagen wurde 2023 ein Gedenkstein für sie eingeweiht.[16]

### Namensgeberin
- Ein Gymnasium in Achim trägt seit 1991 den Namen Cato Bontjes van Beek-Gymnasium.[17] Dort wurde 2010 ein Cato Bontjes van Beek-Archiv eingerichtet.[18]
- Der Cato-Bontjes-van-Beek-Weg in Fischerhude, die Cato-Bontjes-van-Beek-Straße in Meldorf und der Cato-Bontjes-van-Beek-Platz in Bremen-Kattenturm (eingeweiht 2000) tragen ihren Namen.
- Der Wolfsburger Stamm der Evangelischen Pfadfinderinnen und Pfadfinder des VCP hat sich nach Cato Bontjes van Beek benannt.[19]
- Ein Bremer Stamm der Christlichen Pfadfinderschaft Deutschlands hat sich nach Cato Bontjes van Beek benannt.[20]
- Ein Kulturhaus in Berlin-Lichtenrade trägt ihren Namen.
- Mit dem Cato Bontjes van Beek-Preis wird anlässlich ihres 100. Geburtstages von der „AG frauenORT Cato Bontjes van Beek“ 2020 erstmals ein Jugendpreis für demokratisches und zivilgesellschaftliches Handeln für den Landkreis Verden ausgeschrieben.[21]

## Mediale Rezeption

### Filme
- Cato – Ein kurzes Leben im Widerstand. Dokumentarfilm von Dagmar Brendecke, 2008.
- Cato ist immer noch hier. Buch und Regie: Dagmar Brendecke, Kino-Dokumentarfilm, Deutschland 2009.
- CATO. Ein Dokumentarfilm von Dagmar Brendecke und Walter Brun. Deutschland 2010.[22]
- Cato Bontjes van Beek. Ihr redet alle, aber keiner tut etwas! Dokumentarfilm von Thomas Grimm und Regina Griebel, Deutschland 1991.
- CATO Konzertfilm von Helge Burggrabe zum 100. Geburtstag der Widerstandskämpferin Cato Bontjes van Beek. Mit Julia Jentsch, Lorenz Meyboden, Christoph Jöde. Gesang: Vokalensemble SJAELLA.

### Theater
- Fliegen will ich – Das kurze Leben der Cato Bontjes van Beek. Ein Stück von Dagmar Brendecke, Mitarbeit: Walter Brun; Uraufführung: 7. März 2012, Badische Landesbühne Bruchsal, Inszenierung: Nora Hecker.

### Radiobeitrag
- Hermann Vinke: „Leben will ich, leben, leben“ – Die Lange Nacht über die Widerstandskämpferin Cato Bontjes van Beek. In: Deutschlandfunk Kultur. 5. August 2023, abgerufen am 6. August 2023.
- Christopher Hoffmann: „Die Liebe treibt die Furcht aus“ – Die Widerstandskämpferin Cato Bontjes van Beek. In: Deutschlandfunk. 26. Januar 2025, abgerufen am 26. Januar 2025.

### Ausstellungen
- Cato. Die Flut. Zwei Installationen. Eine Ausstellung von Jürgen Brodwolf in den Kunstkaten Ahrenshoop, 18. Oktober 2009 bis 3. Januar 2010
- Catos Welt. Das familiäre und künstlerische Umfeld der Widerstandskämpferin Cato Bontjes van Beek. Ausstellung im Kunstverein Fischerhude, 18. Juni bis 29. Oktober 2017
- Cato lebt weiter. Eine Ausstellung von Jürgen Brodwolf im Kunstverein Fischerhude, 5. August bis 5. November 2023